# Croton longiradiatus
Espèce
Classification APG II (2003)
Croton longiradiatus est une espèce de plantes à fleurs du genre Croton et de la famille Euphorbiaceae présente au Suriname et en Guyane française.